# Marcin Ernst
Marcin Ernst (ur. 4 marca 1869 w Warszawie, zm. 4 czerwca 1930 we Lwowie) – polski astronom.

## Życiorys
Szkołę średnią ukończył w Warszawie. Studiował w Berlinie i Wiedniu. Doktoryzował się w 1896 pisząc pracę O przebiegu zaćmienia słońca w górnych warstwach atmosfery. W 1897 objął stanowisko asystenta przy Obserwatorium Politechniki we Lwowie. Był członkiem Ligi Narodowej przed 1900 rokiem. Od 1900 docent na Uniwersytecie Franciszkańskim we Lwowie a od 1907 profesor na tej uczelni. Pierwszy i długoletni kierownik Zakładu Astronomii Uniwersytetu Jana Kazimierza, autor licznych prac z zakresu astronomii gwiazd stałych, przyrody planet, itp. Napisał podręcznik kosmografii dla szkół średnich pt. Kosmografia. Wydał m.in.: Astronomię gwiazd stałych, Astronomię popularną, Astronomię sferyczną (obszerny podręcznik uniwersytecki), Budowę Wszechświata, Planety i warunki życia na nich, Energia Słońca, O kometach i końcu świata, Powrót komety Halley'a, Teoria zaćmień i zjawisk pokrewnych (wydanie pośmiertne; 1936) oraz publikował wiele rozpraw w czasopismach fachowych krajowych i zagranicznych.

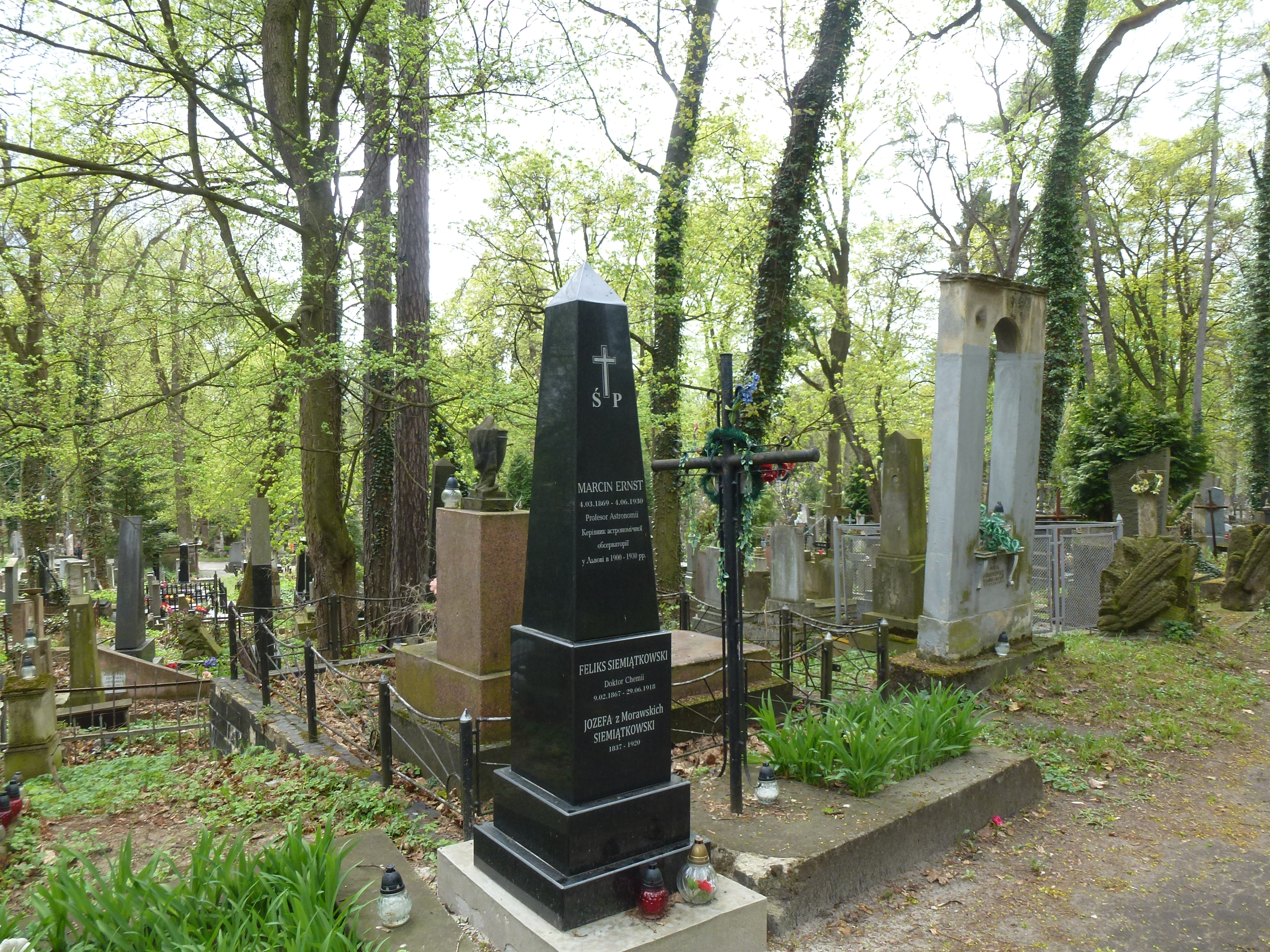
Lwów-cmentarz Łyczakowski-grób prof. Marcina Ernsta-2013

Wieloletni wiceprezes Polskiego Towarzystwa Astronomicznego. Członek przybrany Towarzystwa Naukowego we Lwowie.
Ojciec prof. Jana Ernsta, dziadek prof. Krzysztofa i dr hab. Tomasza Ernstów. 
Pochowany na cmentarzu Łyczakowskim we Lwowie. Napis pro memoria ku jego czci znajduje się na cmentarzu Powązkowskim (kwatera 198-5-20,21).